# Gwangjin-gu
Gwangjin-gu är ett av de 25 stadsdistrikten (gu) i Sydkoreas huvudstad Seoul.
Gwangjin ligger på norra sidan av floden Han, i den östra delen av Seoul. Gwangjin skapades från granndistriktet Seongdong-gu 1995.
I Gwangjin ligger både Konkuk University och Sejong University.

## Administrativ indelning
Gwangjin-gu är indelat i 14 administrativa stadsdelar:

- Gunja-dong (군자동 君子洞)
- Guui 1-dong  (구의1동 九宜1洞)
- Guui 2-dong  (구의2동 九宜2洞)
- Guui 3-dong  (구의3동 九宜3洞)
- Gwangjang-dong (광장동 廣壯洞)
- Hwayang-dong (화양동 華陽洞)
- Jayang 1-dong (자양1동 紫陽1洞)
- Jayang 2-dong (자양2동 紫陽2洞)
- Jayang 3-dong (자양3동 紫陽3洞)
- Jayang 4-dong (자양4동 紫陽4洞)
- Junggok 1-dong (중곡1동 中谷1洞)
- Junggok 2-dong (중곡2동 中谷2洞)
- Junggok 3-dong (중곡3동 中谷3洞)
- Junggok 4-dong (중곡4동 中谷4洞)
- Neung-dong (능동 陵洞)